# Agalliopsis brunnea
Agalliopsis brunnea är en insektsart som beskrevs av Paul W. Oman 1933. Agalliopsis brunnea ingår i släktet Agalliopsis och familjen dvärgstritar. Inga underarter finns listade i Catalogue of Life.